# Aetapcus maculatus
Aetapcus maculatus är en fiskart som först beskrevs av Günther, 1861.  Aetapcus maculatus ingår i släktet Aetapcus och familjen Pataecidae. Inga underarter finns listade i Catalogue of Life.